# Stanislav Kocourek
Stanislav Kocourek (12 giugno 1921 – 14 settembre 1992) è stato un calciatore cecoslovacco, di ruolo difensore.

## Carriera

### Nazionale
Il 29 settembre 1946 debutta in Jugoslavia (4-2). Il 23 marzo 1949 gioca la sua nona partita nella Nazionale cecoslovacca da capitano contro il Lussemburgo (2-2). Gioca un altro match da capitano nell'aprile 1949, totalizzando infine 12 presenze con la Cecoslovacchia e 0 reti. Dopo il 1949 non è più convocato in Nazionale.

## Palmarès

### Club

#### Competizioni nazionali
- Campionato cecoslovacco: 1

Slavia Praga: 1946-1947